# Sako TRG
Sako TRG — снайперская винтовка производства финской оружейной компании SAKO. Винтовка предназначена для вооружения полицейских и армейских подразделений.

## Описание
Представляет собой магазинную винтовку с продольно-скользящим поворотным затвором.
Винтовка оснащается оптическим прицелом, прицельной планкой STANAG 2324 и съёмными сошками.
Для стрельбы из винтовки, в зависимости от модификации, применяются винтовочные патроны 7,62×51 мм NATO TRG-22, .300 Winchester Magnum и .338 Lapua Magnum TRG-42. Это винтовка с магазином, зависящим от калибра. Подача патронов при стрельбе производится из коробчатого магазина ёмкостью 10 патронов 7,62 или 5 патронов .338.

## Варианты и модификации
- TRG-21 — модель под патрон 7,62×51 мм (.308 Winchester);
- TRG-22 — модель под патрон 7,62×51 мм (.308 Winchester);
- TRG-41 — модель под патрон .338 Lapua Magnum;
- TRG-42 — модель под патрон .300 Winchester или .338 Lapua Magnum.

## Страны-эксплуатанты

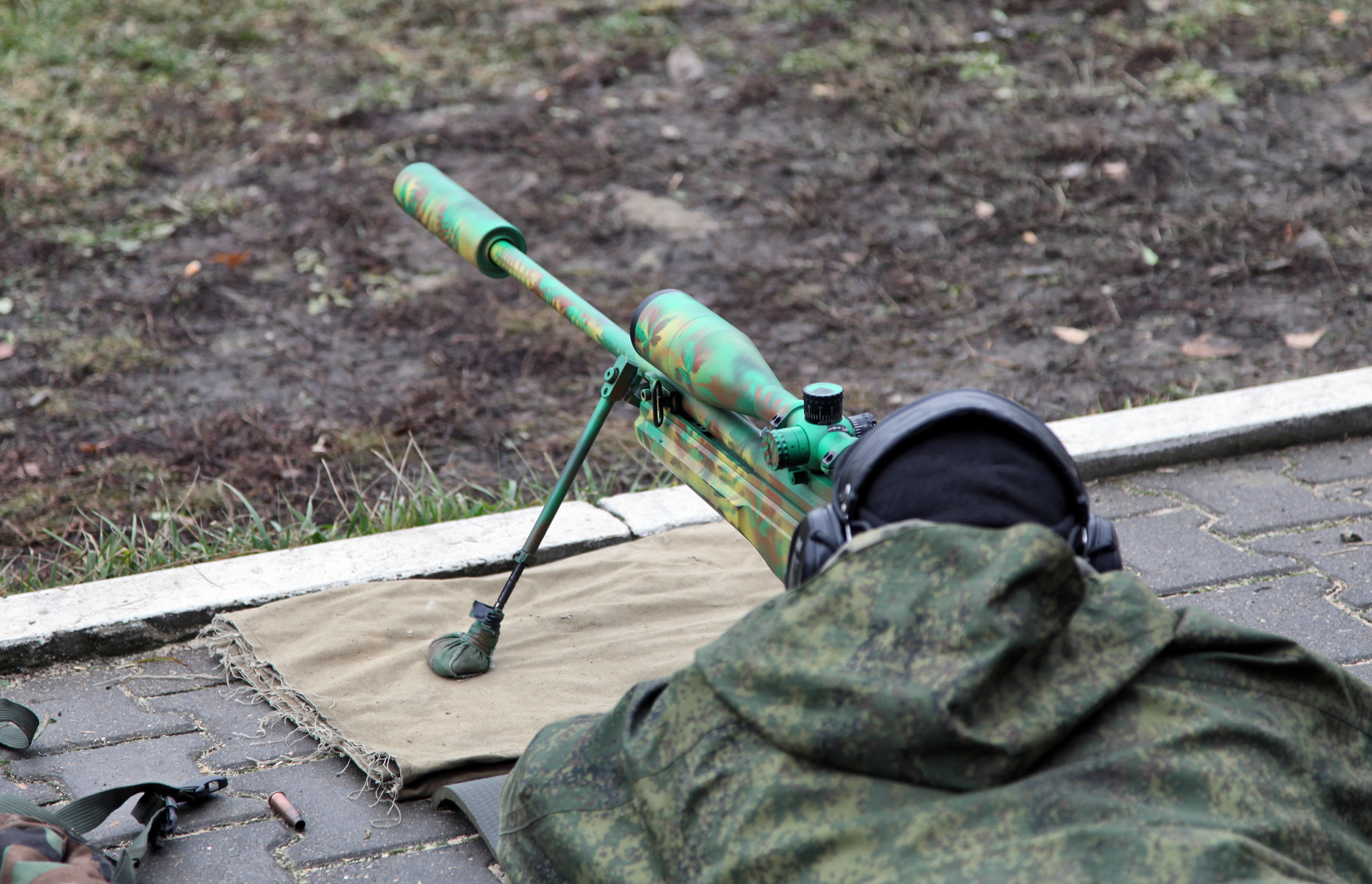
Sako TRG-42 .338 LM

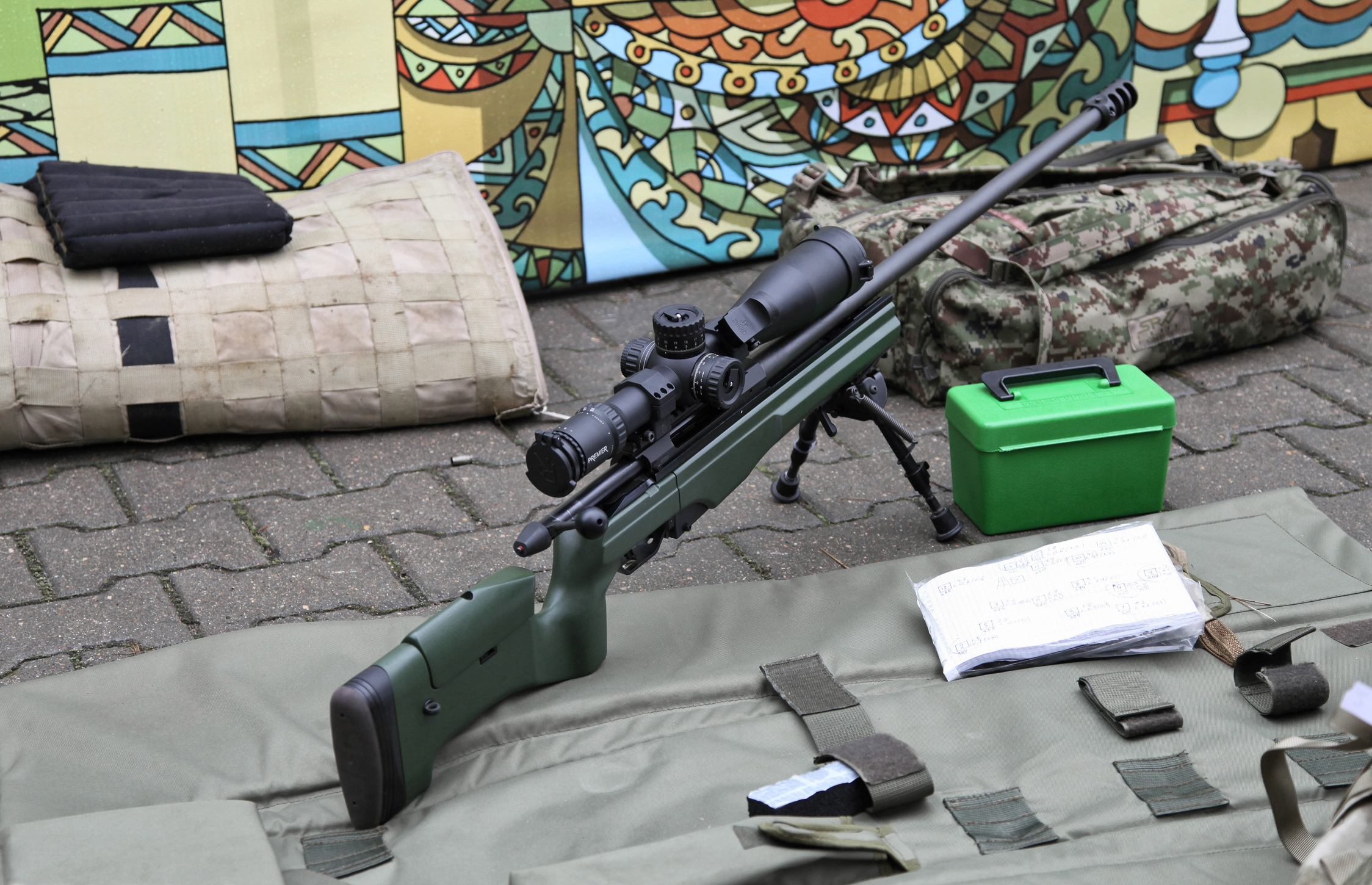
Sako TRG-42 .338 LM

- Азербайджан — некоторое количество Sako TRG-22 имеется в спецподразделениях вооружённых сил Азербайджана[2]
- Алжир: Sako TRG-22 и 42 используется алжирским спецназом.[3]
- Армения: SAKO TRG-41 состоит на вооружении спецподразделения Армии Армении[источник не указан 1381 день]
- Беларусь: Sako TRG-22 используются снайперами СОБР внутренних войск МВД РБ[4]
- Бельгия: SAKO TRG-21 состоит на вооружении полицейского спецподразделения SIE[5];
- Италия: Sako TRG-22 состоит на вооружении спецподразделения GIS корпуса карабинеров[6]; Sako TRG-21  и Sako TRG-22 — на вооружении полицейского спецподразделения NOCS[7], а Sako TRG-42 — на вооружении 17-го авиакрыла специального назначения военно-воздушных сил Италии[8];
- Польша: в июне 2009 года, на вооружении полиции имелись SAKO TRG‑21, TRG‑22 и TRG‑42[9];
- Россия: Sako TRG-22 и TRG-42 используются снайперами отрядов СОБР и различных подразделений МВД и ФСБ[10]; также продаётся как охотничье и спортивное гражданское оружие.
- Сербия: Sako TRG состоят на вооружении контртеррористических спецподразделений SAJ[11] и PTJ[12] Министерства внутренних дел Сербии;
- Сингапур — TRG-22 закуплены и приняты на вооружение армии Сингапура[13].
- Украина: Sako TRG-42 состоит на вооружении группы «А» Центра специальных операций Службы безопасности Украины[14] и спецподразделения «Омега» МВД Украины[15];
- Финляндия: Sako TRG-42 состоит на вооружении под наименованием 8.6 TKIV 2000;
- Чехия: Sako TRG-22 на вооружении армии[16] и полицейского спецподразделения URNA[17];
- Эстония: с 2007 года[18];
- Швейцария: Sako TRG-42 на вооружении армии.